# Tagulahoningeter
De tagulahoningeter (Microptilotis vicina) is endemische vogel van het eiland Tagula (Nieuw-Guinea). Deze soort is nauw verwant aan de Reichenbachs honingeter (M. analogus) en de priemsnavelhoningeter (M. gracilis). De soort werd ook wel opgevat als ondersoort onder de oude wetenschappelijke naam Meliphaga gracilis vicina.

## Verspreiding en leefgebied
Deze vogel komt voor ten zuidoosten van Nieuw-Guinea op het eiland Tagula in bossen en bosranden tot een hoogte van 800 meter.

## Status
De vogel is algemeen en de grootte van de populatie is in 2019 geschat op 33.000-57.000 volwassen vogels. Op de Rode lijst van de IUCN heeft deze soort de status niet bedreigd.